# 塩川義人
塩川 義人（しおかわ よしと、1931年1月22日 - 2021年3月7日）は、日本の経営者。カルピス食品工業社長(現在のアサヒ飲料)を務めた。

## 来歴・人物
福岡県出身。1943年に東京水産大学水産学部製造学科を卒業し、同年にカルピス食品工業に入社。1983年に取締役に就任し、1985年1に専務を経て、1988年に社長に就任。1991年に顧問に就任。
2021年3月7日に老衰のために死去。90歳没。